# Eotetranychus toyoshimai
Eotetranychus toyoshimai är en spindeldjursart som beskrevs av Ehara och Toshikazu Gotoh 2006. Eotetranychus toyoshimai ingår i släktet Eotetranychus och familjen Tetranychidae. Inga underarter finns listade i Catalogue of Life.